# カレーライス

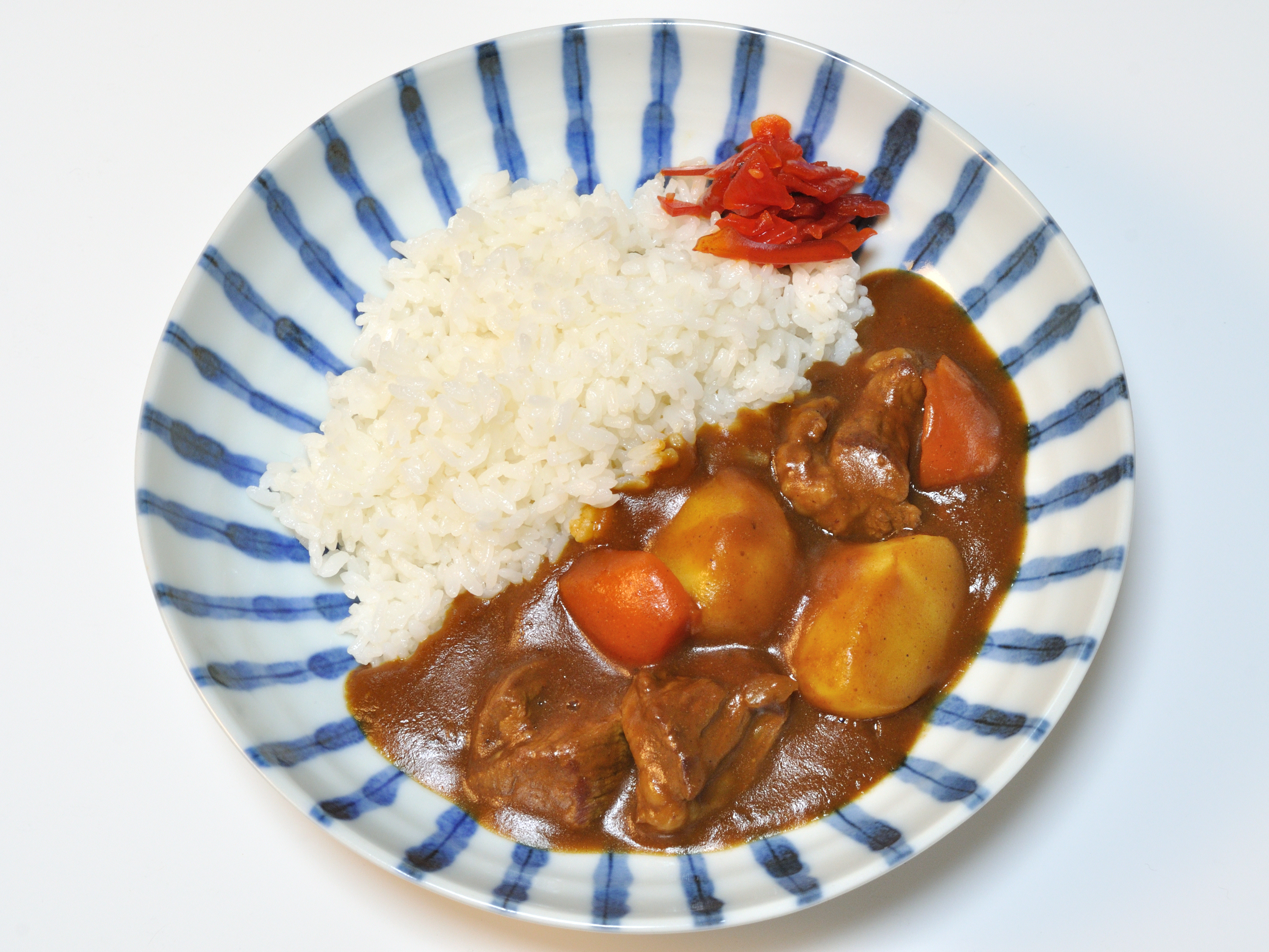
日本における典型的な家庭のカレーライス

カレーライス（和製英語：curry rice）は、カレーを米飯にかけて食べる料理。
インド料理を元にイギリスで誕生し、日本には明治時代にイギリスから伝わり、日本で独自に変化・発展した料理である。
イギリスではもとは「curry and rice（カリーアンドライス）」、「curried rice（カリードライス）」と呼ばれていたが、現在の日本では「カレー」と略称されることが多く、ラーメンと並んで『日本人の国民食』と呼ばれるほど人気がある料理である。小中学校の給食メニューの人気アンケートでもつねに上位に挙げられている。
インドのカレーよりとろみが強くなっているのは、インドからイギリスに伝わった際に、シチューと同様に小麦粉によってとろみをつけるようにレシピが変化したため。また、ソースを重視するフランス料理の手法を取り入れたからという説もあり、イギリスのクロス・アンド・ブラックウェル社により生産されたカレー粉がフランスに渡り、フランス料理のカリー・オ・リ (curry au riz) の名の西洋料理になったともいわれている。

## 日本における歴史

### 調理・内食
日本で初めて「カレー」という料理の名を紹介したとされる書物は福沢諭吉の『増訂華英通語』（1860年、万延元年）で、「Curry コルリ」という表記があり、これが始まりであると言われている。
カレーライスの調理法を初めて記載したのは、1872年（明治5年）に出版された敬学堂主人『西洋料理指南』である。食材として「ネギ・ショウガ・ニンニク・バター・エビ・タイ・カキ・鶏・アカガエル・小麦粉・カレー粉」を挙げている。同書はインドのチャツネも掲載しているが、カレーとは結び付けられていない。また、同年に出版された仮名垣魯文『西洋料理通』では、食材として「牛肉・鶏肉・ネギ・リンゴ・小麦粉・ユズ・カレー粉」を挙げている。
小菅桂子は、材料に蛙肉が入っているところから、フランス料理の要素が取り入れられたと想像している。しかし蛙肉を使ったレシピはあまり普及せず、ネギ（長ネギ）も大正時代にはほぼタマネギに置き替わった（後述）。カレーの具として普及しているジャガイモ・タマネギは、明治のはじめにはまだ珍しい「西洋野菜」であったが、開拓地の北海道を中心に徐々に生産が広がった。国産の安価なカレー粉が登場したこともあいまって、大正時代の頃に日本のカレーライスの原型が完成したと考えられる。
正岡子規の日記『仰臥漫録』亡くなる約1年前の明治34年（1901年）9月17日に「夕食 ライスカレー3椀」とある。家で作ったのか、出前なのかは、はっきりしない。いずれにしても、裕福な家では、すぐ食べられる料理になっていた。

1905年（明治38年）に大阪・瓦町の薬種問屋の二代目今村弥兵衛が、国産初のカレー粉「蜂カレー」を発売した。この会社は、ハチ食品と社名変更した上でカレーの製造販売を続けており、日本最古のカレーメーカーとなっている。
1906年（明治39年）には東京・神田の「一貫堂」から、初めての即席カレーといわれる「カレーライスのたね」が発売された。その内容は不明だが、肉やカレー粉の固形化されたものであり、熱湯を注げばカレーとなるものとされる。さらに1914年（大正3年）には、東京・日本橋の「岡本商店」から「ロンドン土産即席カレー」という即席商品が発売されている。
1926年（大正15年）に大阪の稲田食品製造所（現在のハウス食品）が、カレー粉・小麦粉・油脂・旨味成分などを固形化した「インスタントカレールウ」を「ホームカレー粉」の商品名で発売した。
1945年（昭和20年）11月、名古屋のオリエンタルが、カレーが家庭料理に普及しつつあることに着目し、当時のカレーは炒めた小麦粉にカレー粉を混ぜるなど調理に手間がかかるものであったことから、その手間を省いて簡単に調理できれば売れると考え、事前に炒めた小麦粉とカレー粉を混ぜた粉末状のインスタントカレールウ「オリエンタル即席カレー」を完成させた。当時は日本の一般家庭の食卓にスプーンがなかったため、オリエンタル即席カレーの景品としてスプーンを付け、洋食のスプーンを一般家庭に広めた。
固形カレールウは、1954年（昭和29年）にエスビー食品が初めて発売した。昭和30年代からテレビによるCMを主とした各製造販売会社の販売合戦が起こり、即席カレーの生産と消費が急増した。1960年（昭和35年）には大阪の大手菓子メーカー江崎グリコが板チョコの生産技術を生かし、ブロックごとに割って量を加減できる「グリコワンタッチカレー」を発売した。昭和30年代半ば（1960年頃）から固形カレールーが普及し、日本の家庭では、インスタントカレールウを使って調理することが多くなった。
2017年（平成29年）には個食と時短というニーズを満たすレトルトカレーの需要が拡大し、調理が必要なルー消費は減少が続き、レトルトの購入額が初めてルーを上回る。

### 外食
明治時代初期においてカレーライスは、限られたレストランで食することが可能な高額のハイカラ料理だった。鹿鳴館時代に神田の「丸久」という店では九銭だったという（同店ではコーヒーが一銭五厘だった）。
1905年（明治38年） - 大阪・道修町の薬種問屋「大和屋」（現・ハチ食品）の二代目今村弥兵衛が日本初の国産カレー粉を開発し、この店に使用された。
明治時代後期頃までは高級店である西洋料理店がカレーライスの主な外食場所となっていたが、明治時代末期より食堂のメニューにライスカレー・カレーうどん・カレーそばが出るようになってから次第に大衆化されていった。
1907年（明治40年）頃には東京都本郷4丁目に洋食屋「淀見軒」がカレー中心の外食店として開店し、周囲の寄宿する学生が主客となる。ライスカレーが名物で10銭。コールビーフ、ビフテキなど他店の2倍はある一品が12銭。1908年（明治41年）9月1日『朝日新聞』連載開始の夏目漱石『三四郎』前段9月20日から数日過ぎて授業開始で、淀見軒が初の昼外食先の新しい店として登場する。通学生の多くは一高前の西洋料理店「本郷カツフエ」を利用し昼定食・ライスカレーに西洋料理一品を添へ15銭か20銭を多くが食べた。
1910年（明治43年） - 大阪・難波新地に、西洋料理店・「自由軒」が開業した。
1940年（昭和15年） - 織田作之助が小説『夫婦善哉』でこの店の「混ぜカレー」（または「名物カレー」）を紹介して有名になった。当時の店主が「ご飯は冷めても、熱いカレーと混ぜることで、熱々のカレーになる」「どっちみちご飯とカレーを混ぜるのやったら、はじめから混ぜといて、熱々をたべていただくのがよろし‥」との考えから、カレーソースとライスをあらかじめ混ぜる提供方法にし、中心に生卵を載せて出される。ウスターソースをたっぷり掛けて食べることが勧められている。
大正時代後期（関東大震災後）には、東京庶民が気軽に利用してきた外食店の蕎麦屋が、カレー南蛮やカレー丼のような和洋折衷料理を出すようになり、また和・洋・中となんでも扱う大衆レストランでも、比較的安価な洋食として人気メニューになった。
1927年（昭和2年） - 東京の「新宿中村屋」が喫茶部を開業し、「純インド式カリ・ライス」を80銭（当時の大衆食堂のカレーライスの10倍の値段）で出した。日本で初めての本格的な「インドカレー」で、高値にもかかわらず1日300食を売り上げたという。
1929年（昭和4年） - 大阪・梅田に開業した阪急百貨店大食堂のライスカレー（20銭）は、比較的低価格で本格的なカレーが味わえるということで人気を集めた。1日に13,000皿提供したという記録がある。また、ライスカレーを食べる余裕のない客が白飯のみを注文し、卓上のソースをかけて洋風な気分だけを楽しむ「ソーライ」（ソースライスの略）という食べ方も流行した。
日本におけるインド人による初の本格的なインド料理店は、1949年（昭和24年）にA.M.ナイルが東京・銀座で開店した「ナイルレストラン」である。続いて1954年（昭和29年）にジャヤ・ムールティが東京阿佐ヶ谷に「アジャンタ」を開店している。A.M.ナイルの息子G. M. ナイルはナイルレストランを引き継ぎ、そのキャラクターが買われて芸能人としてもメディアで活躍した。
一方「欧風カレー」は、1973年（昭和48年）創業のカレー専門店「ボンディ」の創業者である村田紘一によって名付けられたものである。和風のもっちりとした米飯にフィットするカレーソースを追究し、ブイヨンなどの欧風だしの研究を重ねていた日本において、村田はフランスで学んだデミグラスソースを中心においたカレーを研究し、1970年代中頃に初めて“欧風カレー”の名を他店に先駆けてメニューに加えた。そして、彼の名づけた「欧風カレー」は日本の料理界を席巻した。

### 各分野における展開

#### 北海道大学
1876年（明治9年）に札幌農学校（のちの北海道大学）へ教頭として着任したクラーク博士は、ライスカレーという言葉を考案した人物として伝えられているが、開拓史の公文書『明治五年 開拓使公文録 八』（1872年）で「タイスカレイ（ライスカレー）」という言葉がすでに使われている。またクラークは寮での米食を禁止し、ライスカレーのみを例外としたといわれているが、吉田よし子（『カレーなる物語』）の調べによると、その記録は北海道大学に現存していない。
発見されたカレーライスに関するもっとも古い資料は、1877年（明治10年）9月のカレー粉の納入記録と1881年（明治14年）の寮食メニューであった。当時の日本では、ニンジン、ジャガイモ、タマネギといった西洋野菜がほとんど普及していない状況であった。北海道の気候は、ケプロンやクラーク博士出身のアメリカ合衆国マサチューセッツ州とよく似ており、彼の地の西洋野菜の栽培技術を学ぶに最もふさわしい土地であった。
札幌農学校には、次々と多様なアメリカ産野菜の栽培品種が持ち込まれ、数々の成果を収めた。北海道はこれを機に大規模な西洋野菜の作付を行い、欧米野菜の大衆化に貢献した。日本のカレーライス普及には、ホーレス・ケプロンのほうが、より貢献しているという説もある。

#### 旧日本軍・自衛隊

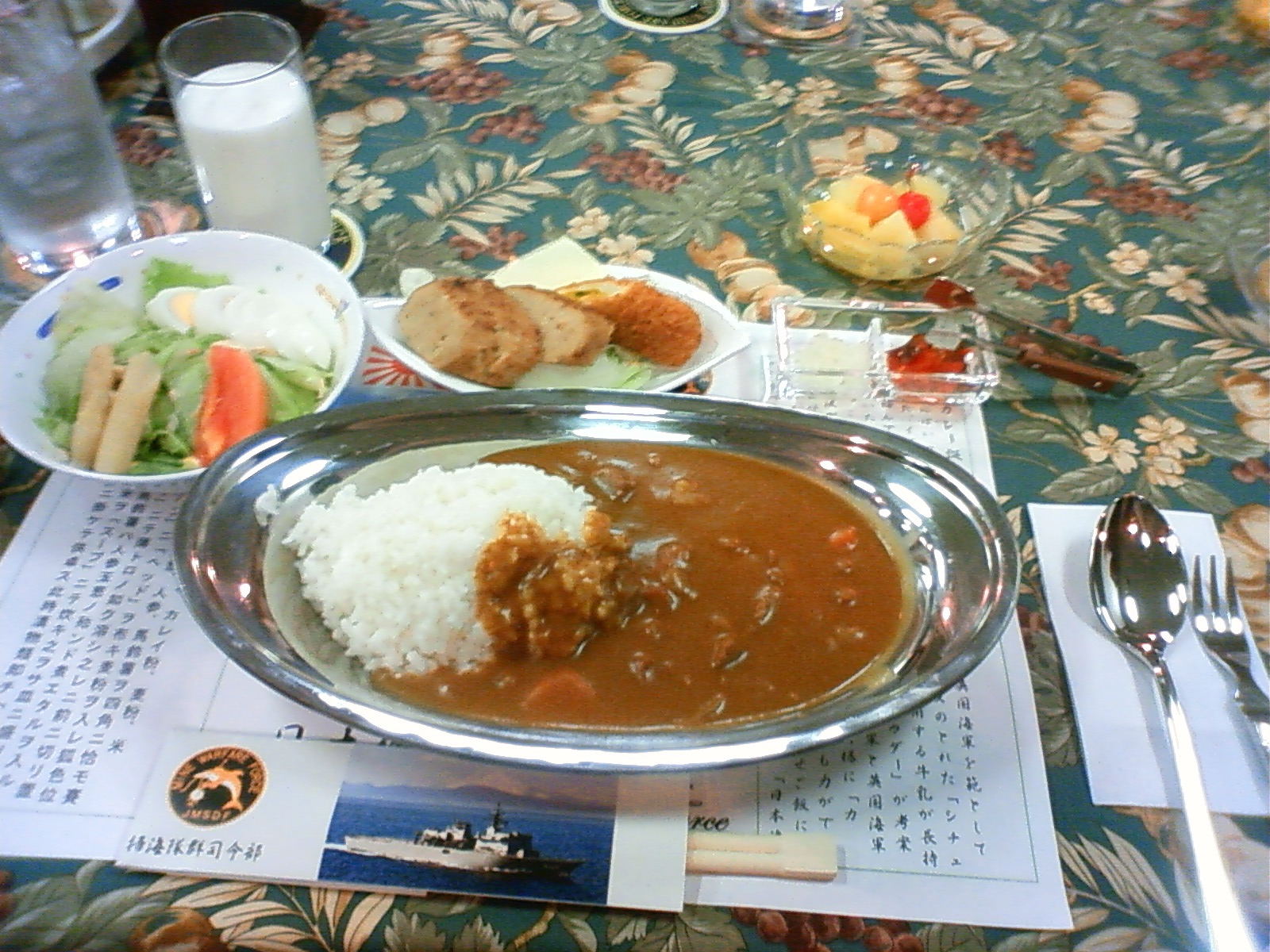
海自掃海母艦「うらが」の給食

前述の通り、明治5年（ほぼ1872年）に「西洋料理指南」と「西洋料理通」にカレーライスのレシピが紹介されているが、翌年の1873年（明治6年）には、早くも大日本帝国陸軍の将校生徒を養成する陸軍幼年学校において、土曜日の昼食に「ライスカレー」が導入されている。1908年（明治41年）には大日本帝国海軍においてもイギリス式のカレーが採用された。また1910年（明治43年）には、陸軍においても陸軍将兵全般が、日常の軍隊生活で食す「兵食」として「カレー、ライス（カレー汁掛飯）」が採用された。徴兵期間を終えて除隊した兵士達が、軍隊生活で慣れ親しんだカレーライスを郷里の家庭などで作ったことも、カレーライスが広まることに大きく寄与した。
『海軍割烹術参考書』のレシピによると、海軍の「カレイライス」はヘットで狐色に煎った小麦粉にカレー粉を加え「スープニテ薄トロノ如ク」溶くと書かれているのに対し、陸軍の「カレー、ライス」（『軍隊料理法（明治43年）』）には出汁についての記載はない。『軍隊料理法』をもとに昭和期に改訂された『軍隊調理法（昭和12年）』では、第2章調理法24項のカレー汁の備考に「ア、温き御飯を皿に盛りて其の上よりかくればライスカレーとなる」との記述があり、カレーを汁物として記載している。
旧日本海軍の事実上の後継機関である海上自衛隊にでは、巷間「交代勤務となる長期航海中に曜日感覚を取り戻すために、金曜日の食事にカレーが提供される」と言われているが、これについて旧海軍時代からの伝統というのは誤りである（海軍カレー#誤り3：週末のカレーは曜日を忘れないようにするため）。全ての部署でカレーライスを食べ、行事の際に来賓に振舞ったり、防衛省公式サイトなどを通じて一般へのレシピ公開を行ったり、かつて軍港のあった町の名前を冠した「海軍カレー」がレトルト食品や缶詰製品を発売している。
陸上自衛隊（旧日本陸軍の事実上の後継機関）でも、各部隊ごとに独自のレシピによるカレーライスがあり、催事などでは一般の見学者に振舞われている。
第二次世界大戦後、アメリカ空軍を模倣としながらも、旧陸海軍航空部隊（陸軍航空部隊・海軍航空部隊）の元将兵らによって創設された航空自衛隊にも同様のカレーがあり、基地の食堂毎にアレンジしたカレーがある。神奈川県横須賀市の海軍カレーは名物になっている。

#### 学校給食
第二次世界大戦後には、学校給食のメニューにもカレーライスが全国的に採用されるようになった。カレーライスが学校給食のメニューに登場したきっかけは、食糧事情の悪かった終戦直後の1948年（昭和23年）、連合国中では日本の友好国だったインドから大量にスパイスの提供を受けたこと、エスビー食品創業者の山崎峯次郎などカレー業界関係者が需要拡大のため尽力したことが関係している。
ただし米飯給食が開始された1976年以前には、カレーライスとしてではなく、カレーシチューとしてうどん玉（地域によってはソフト麺）やコッペパンとの組み合わせで出されることが多かった。
カレーシチューはカレーと比較すると、特に初期においては粘度が低い点、クリームシチュー同様牛乳や脱脂粉乳など乳成分が大量に使用され白みがかっている点が特徴となっている。粘度が低かった理由としては、コッペパンやソフト麺との親和性が高かったこと、原材料の不足により、濃度を薄くせざるを得なかったことなどが理由であるとされている。昭和35年頃、ラジオの民間放送に次いでテレビCM合戦が激化し、学校給食のメニューであったカレーが、一般家庭で多く作られるようになった。

### 年表
- 1860年（万延元年）- 福沢諭吉が「増訂華英通語」でカレー（コルリ）を紹介。
- 1864年（文久4年） - 江戸幕府の横浜鎖港談判使節団の岩松太郎が、船中でアラビア人が食事する様子を見て「飯の上へトウガラシ細味に致し、芋のどろどろのような物を掛け、これを手にてまぜ手にて食す。至って汚き人物の者なり」と日誌に記す[44][注 12]。
- 1872年（明治5年） - 北海道開拓使東京事務所でホーレス・ケプロン用の食事にライスカレー（当時の表記はタイスカリイ）が提供された。また、同年にカレーライスのレシピを記した本『西洋料理指南』（敬学堂主人）、『西洋料理通』（仮名垣魯文）が出版された。
- 1873年（明治6年） - 陸軍幼年学校の生徒隊食堂の昼食メニューに、ライスカレーが加えられる[10]。
- 1876年（明治9年） - 当時札幌農学校の教頭として来日していたウィリアム・スミス・クラークが、「生徒は米飯を食すべからず、但しらいすかれいはこの限りにあらず」という寮規則を定める。
- 1877年（明治10年） - 東京の「米津凮月堂」が、初めて日本でライスカレーをメニューに載せる。
- 1889年（明治22年） - 神戸居留地にあるオリエンタルホテルのカレーライスをラドヤード・キップリングが新聞「The Pioneer.」誌上で絶賛する[46]。
- 1905年（明治38年） - 大阪の薬種問屋「大和屋」（現・ハチ食品）が、初めて日本でカレー粉を製造販売。
- 1906年（明治39年） - 東京・神田の「一貫堂」が、初の即席カレールウ「カレーライスのタネ」を発売。
- 1908年（明治41年） - 海軍が配布した『海軍割烹術参考書』に、「カレイライス」のレシピが載る[47]。海軍カレーの起こり。
- 1910年（明治43年） - 陸軍が配布した『軍隊料理法』に、「カレー、ライス」のレシピが載る[48]。
- 1924年（大正13年） - 東京・神田の簡易食堂「須田町食堂」（現在の聚楽）が、初めて廉価（8銭）でカレーライスをメニューに載せる。当時の大卒初任給70円、日雇労働者日当1円63銭。
- 1926年（大正15年） - 大阪の稲田食品製造所（現在のハウス食品）が、カレールウ「即席ホームカレー」を発売。翌年、商品名を「即席ハウスカレー」に変更。
- 1927年（昭和2年） - 東京の「新宿中村屋」「資生堂パーラー」が、高級カレーライス（80銭、50銭）をメニューに載せる。
- 1929年（昭和4年） - 大阪・梅田の「阪急百貨店」の大食堂が、廉価（25銭）でライスカレーを販売。
- 1931年（昭和6年） - 「C&Bカレー事件」発生。イギリスのクロス・アンド・ブラックウェル (C&B) 社のカレー粉は品質がよいとされていたが、値段が高く、偽造したC&B社の缶に中身を国産品に詰め替えたり、本物のC&B社の缶に増量材を入れた安価な偽物が出回った。これは日英間の国際問題にまで発展し、偽造グループが逮捕された。しかし国産品のカレー粉に中身を入れ替えた偽物でも、コピーの達成度が高かった為に本家C&B社の物と味に変わりが無く、気づく人がほとんどいなかったことから、これを機に国産のカレー粉が一気に普及した。
- 1932年（昭和7年） - 東京・田端の山田商会が、即席カレールーを発売し製法特許を申請。
- 1935年（昭和10年） - 東京・大塚や足立など多数の店が「（南蛮）カレー粉」を発売。当時は、きそば屋の南蛮カレーが主流であったため。
- 1936年（昭和11年） - 「東京都ソース・カレー製造業協会」を結成。
- 1941年（昭和16年）～ 1945年（昭和20年） - 第二次世界大戦（太平洋戦争）による食料統制のため、軍用以外のカレー粉製造・販売が禁止された。
- 1945年（昭和20年）11月 - 名古屋のオリエンタルが、事前に炒めた小麦粉とカレー粉を混ぜた粉末状のインスタントカレーである「オリエンタル即席カレー」を完成させた。
- 1946年（昭和21年） - 終戦によりカレー粉の製造・販売が再開された。
- 1949年（昭和24年） - 浦上商店がカレールウ「即席ハウスカレー」の製造を再開。
- 1954年（昭和29年） - エスビー食品が即席カレールウ分野に進出。
- 1960年（昭和35年） - ハウス食品工業株式会社（旧浦上商店）がカレールウ「ハウス印度カレー」を発売。以後、インスタントカレールウの主流は固形タイプになる。江崎グリコが板チョコの生産技術を生かし、ブロックごとに割って量を加減できるワンタッチカレーを発売。同年、ラジオの民間放送に次いでテレビCM合戦が激化し、学校給食のメニューであったカレーが一般家庭で作られるようになる。その結果カレーの生産と消費が急激に増加する[21]。
- 1963年（昭和38年） - ハウス食品工業が「子供も大人も一緒に美味しく食べられるカレー」をコンセプトにした、甘口（後に、辛口と中辛も発売された）のカレールウ「バーモントカレー」を発売。
- 1969年（昭和44年） - 大塚食品、初のレトルトカレー「ボンカレー」を発売。
- 1972年（昭和47年） - エスビー食品「ゴールデンカレー」が3種類（甘口、中辛、辛口）の辛さを表記[49]。
- 1978年（昭和53年） - 「カレーハウスCoCo壱番屋」1号店オープン[50]。
- 1982年（昭和57年） - 全国学校栄養士協議会が1月22日を「全国学校給食統一献立日」と決め、全国の小中学校で一斉に「カレー給食」を出すことを提唱する[30][51]。しかし既に献立が決まっていた学校が多く、実施率は2割に止まった[51]。当初は戦後に給食が復活した12月24日が検討されていたが、土日や冬休みと被るため、1か月後の1月24日を中心とした1週間を学校給食記念週間とし、22日を統一献立日にした[51]。カレーライスになったのは協議会の調査で全都道府県で一番人気で材料がどこでも入手でき、調理もしやすいためだった[51]。以後この日が、「カレーの日」とされている。
- 1986年（昭和61年） - 激辛ブームを受けて江崎グリコが激辛カレー「LEE」を発売し、「辛さ×○倍」という表記を採用[注 13]。

## 作り方と食べ方

### 作り方と材料
カレーライスが家庭料理として普及しはじめた大正時代には、小麦粉とカレー粉をバター等で炒めてカレールウを作り、これをかつおだしなどで伸ばしてカレーソースを作っていた。現在では、湯で溶かすだけでカレーソースが作れるインスタント・カレールウ製品が普及している。
具
日本のカレーの具にはジャガイモ・ニンジン・タマネギが使われている。これらが定着したのは明治時代の終わり頃である。タマネギが使われ始めたのは明治20年以降であり、それ以前はタマネギの代わりに長葱が使われていた。野菜は具材として煮込む以外にも、素揚げやふかすなどした温野菜として添える場合もある。昭和期には、グリーンピースを飾りとして散らすことがよく行なわれていた。よく使われる肉は、豚肉・牛肉・鶏肉である。
これ以外にも様々な具を使用したカレーがある（バリエーション、ご当地カレーを参照）。日本ではカレーの辛味の度合いに応じて「辛口」「中辛」「甘口」などの区分があるカレールウやレトルトカレーも存在する。ただし辛味の度合いは日本国内で統一された基準は存在せず、メーカー各社の区分けになっている。
ライス
日本においては伝統的な嗜好からジャポニカ米が用いられるのが一般的である。インドや東南アジアやヨーロッパでは、粘り気がなくパラパラとした食感のインディカ米が使用される。日本では1993年米騒動の際に、タイ王国からインディカ米が緊急輸入されたものの、ジャポニカ米とは風味が異なるので、日本人には受け入れられなかった。やがてインディカ米は南国風のカレーと相性が良いことが知られるようになった。香り米の一種として知られるジャスミンライスや、サフランで香り付けしたインディカ米を使うアジア料理店も増え、日本人にも支持層が広がってきている。
付け合せ
日本のカレーにおける付け合せは、福神漬やラッキョウ漬けを使用する事が一般的である。店によっては紅しょうが、ピクルス、レーズン、ナッツ、あるいはチャツネやオニオンスライス、アチャールなどを添えることもある。また、それらの付け合せ以外に、サラダをカレーの副食として食べることも多い。飲み物は辛さを和らげる牛乳やラッシーなど、あるいは水が添えられる。
派生メニュー
- カツカレー - カツレツをトッピングしたカレーライス。ポーク、チキン、ビーフなどのバリエーションがある。
- カレー丼 - 和風出汁にカレー粉と片栗粉を混ぜてカレー味の餡を作り、米飯に掛けた料理。似た料理にカレー南蛮（カレー蕎麦）がある。
- ドライカレー - カレー風味の炒飯。または挽肉を使った汁気の少ないカレーソースを米飯に乗せたもの。
- カレーピラフ - カレー風味の炊き込みご飯。インドにもプラオやビリヤニと呼ばれる同種の料理がある。
- カレーシチュー - 学校給食において出されるカレー。#学校給食節を参照。
- あいがけカレー - 米飯にカレーとハヤシソース、あるいはカレーと牛丼の具という風に、カレーとそれ以外のソース（具や汁）を掛けたもの。あいがけ神代カレーなど。米飯を「天橋立」に見立てる場合がある（あいがけではない際には「ダム」に見立てる）。
- 石焼きカレー - 石焼きピビンパのように、石鍋で焼いた米飯にカレーをかけたもの。
- マーボーカレー - 麻婆豆腐とカレーを混ぜたソースを米飯に乗せたもの。レトルト食品が販売されている。
- スープカレー - スープ状のサラサラしたカレーで、札幌市で2000年代にブームになった。
- スパイスカレー - カスリメティを大量に振りかけるなど、スパイスやハーブのざらざらした食感と多くは小麦粉の少なさから独特の刺激とさらっとして食感が特徴で、大阪市で2010年代後半からブームになり、以降全国的にも注目される。

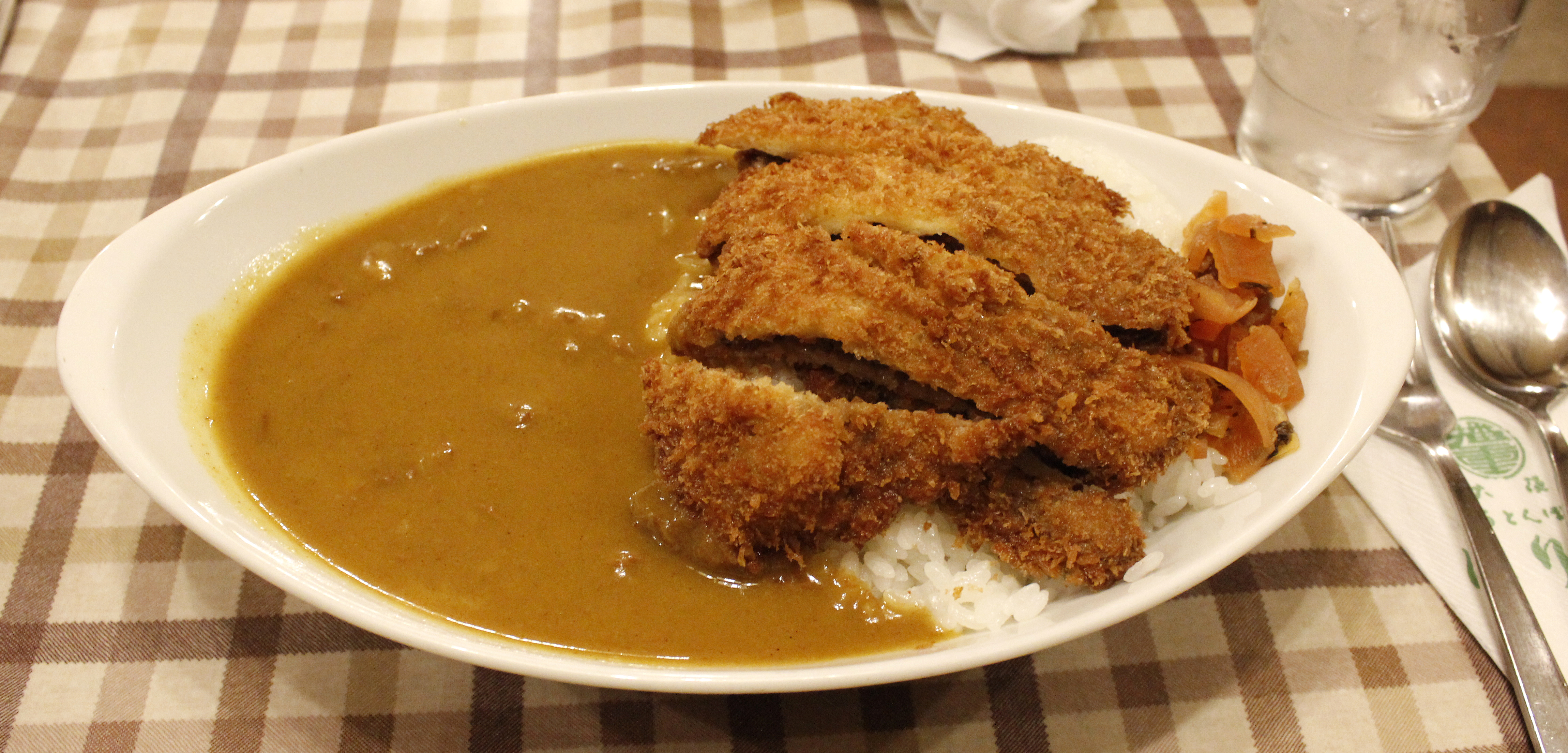
カツカレー
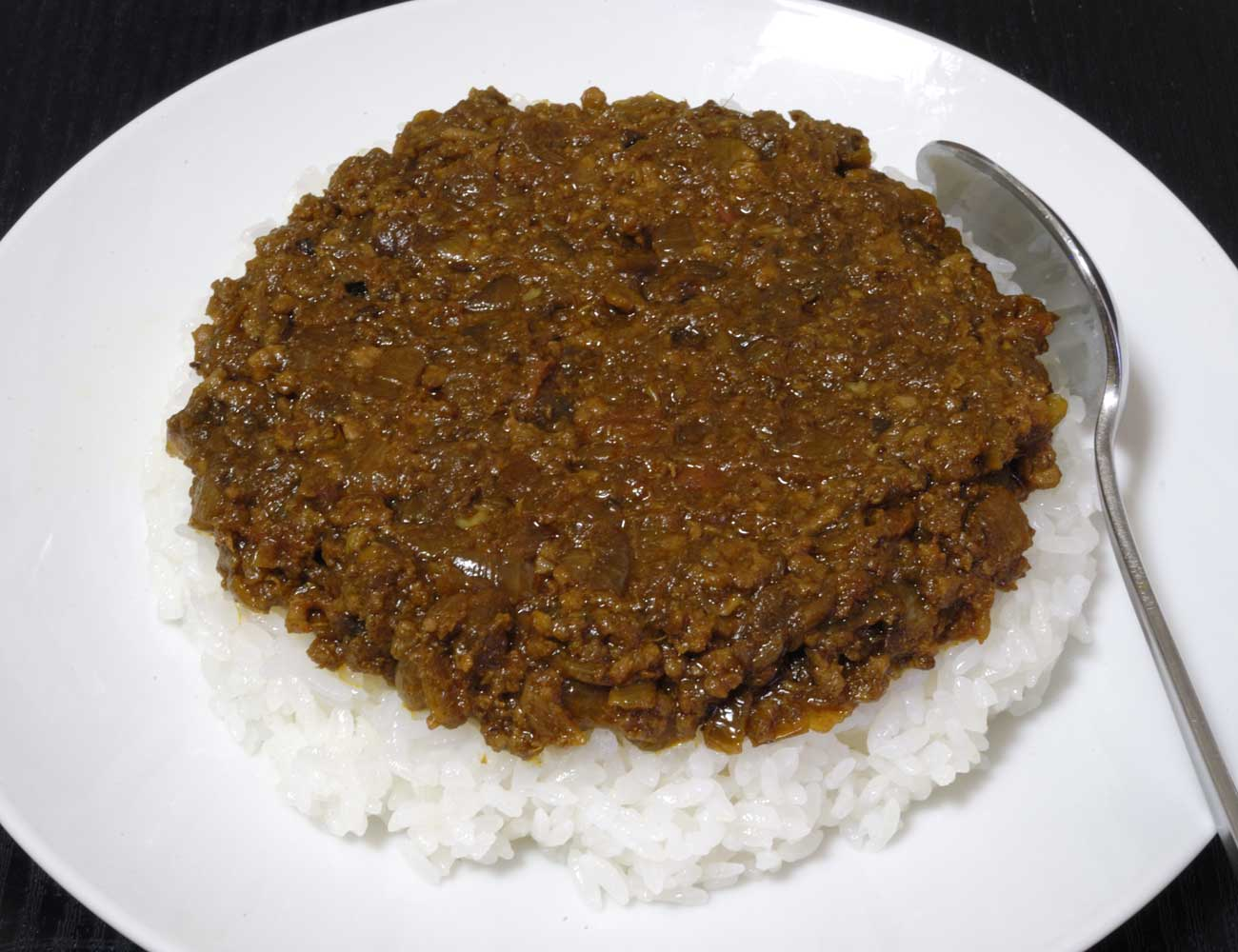
ドライカレー（挽肉タイプ）
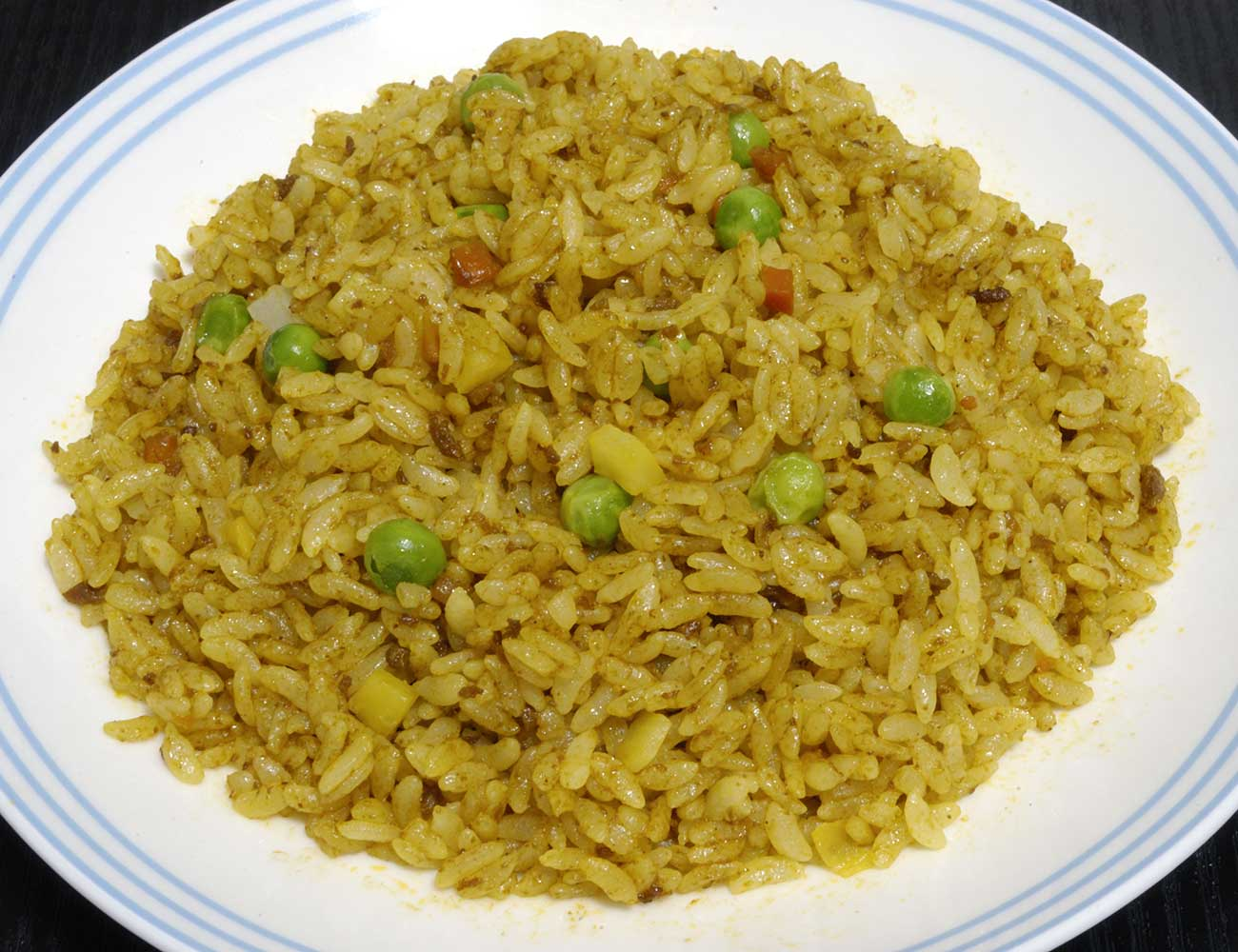
ドライカレー（カレーチャーハン）
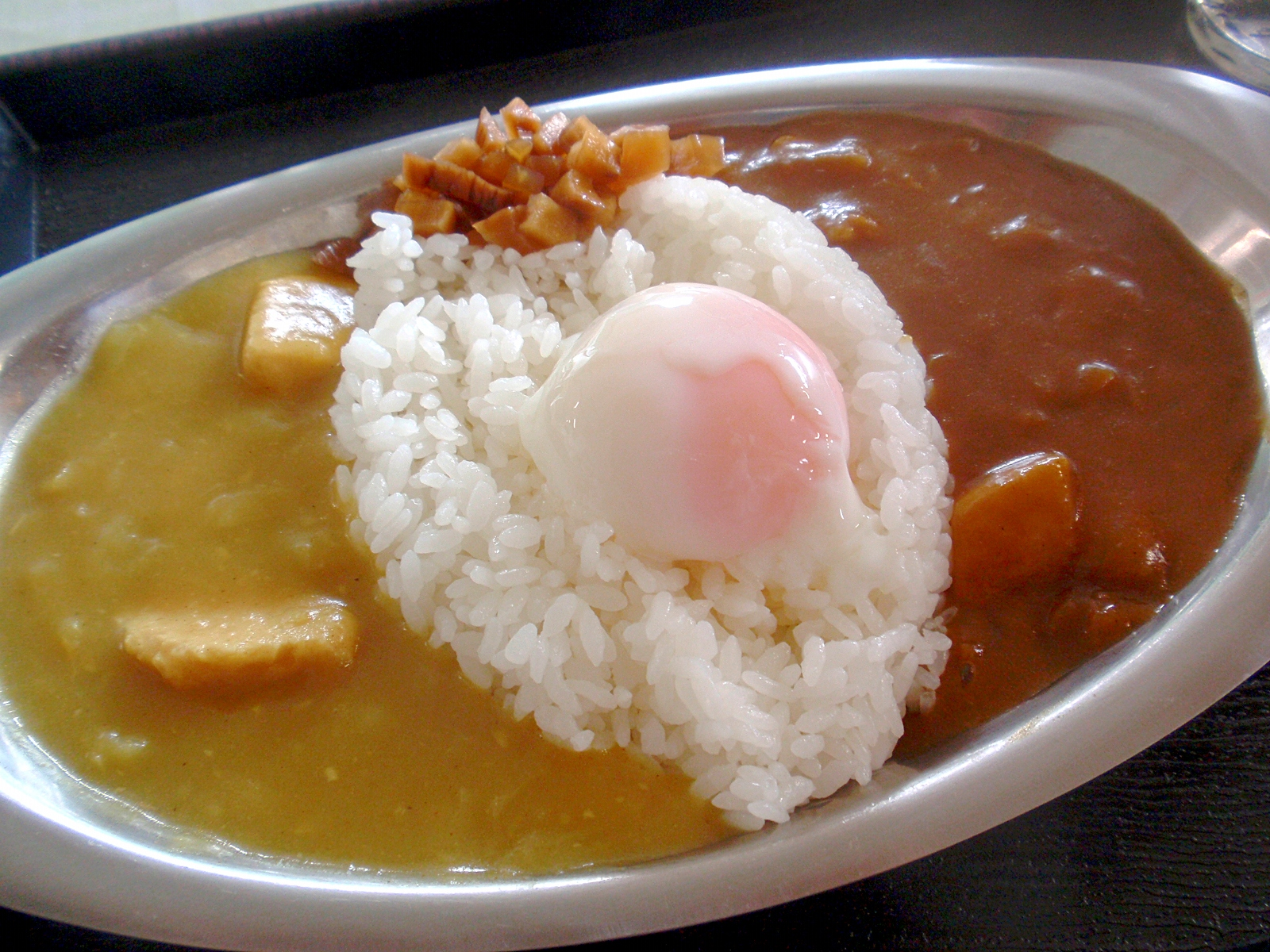
あいがけカレー
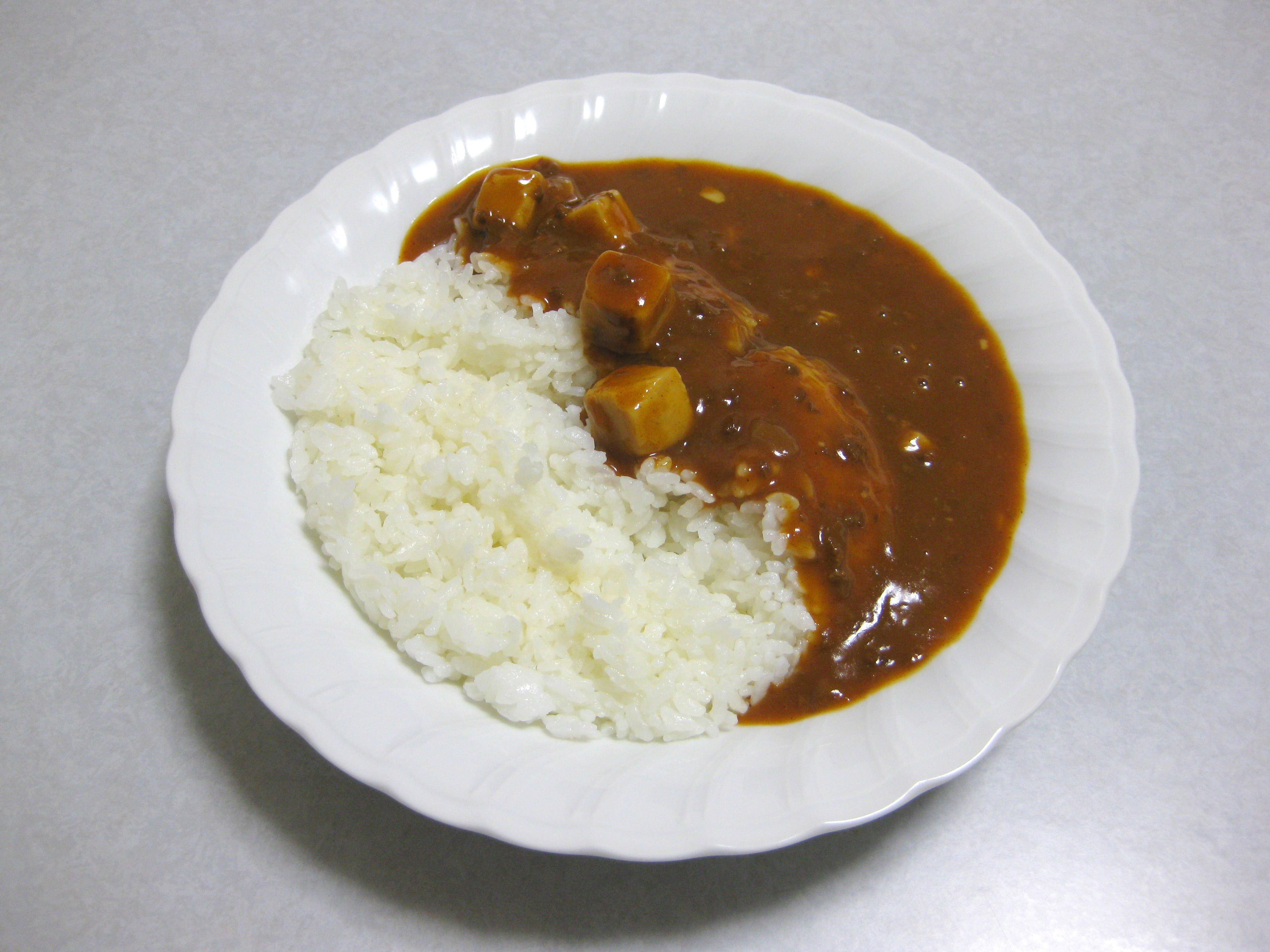
マーボーカレー
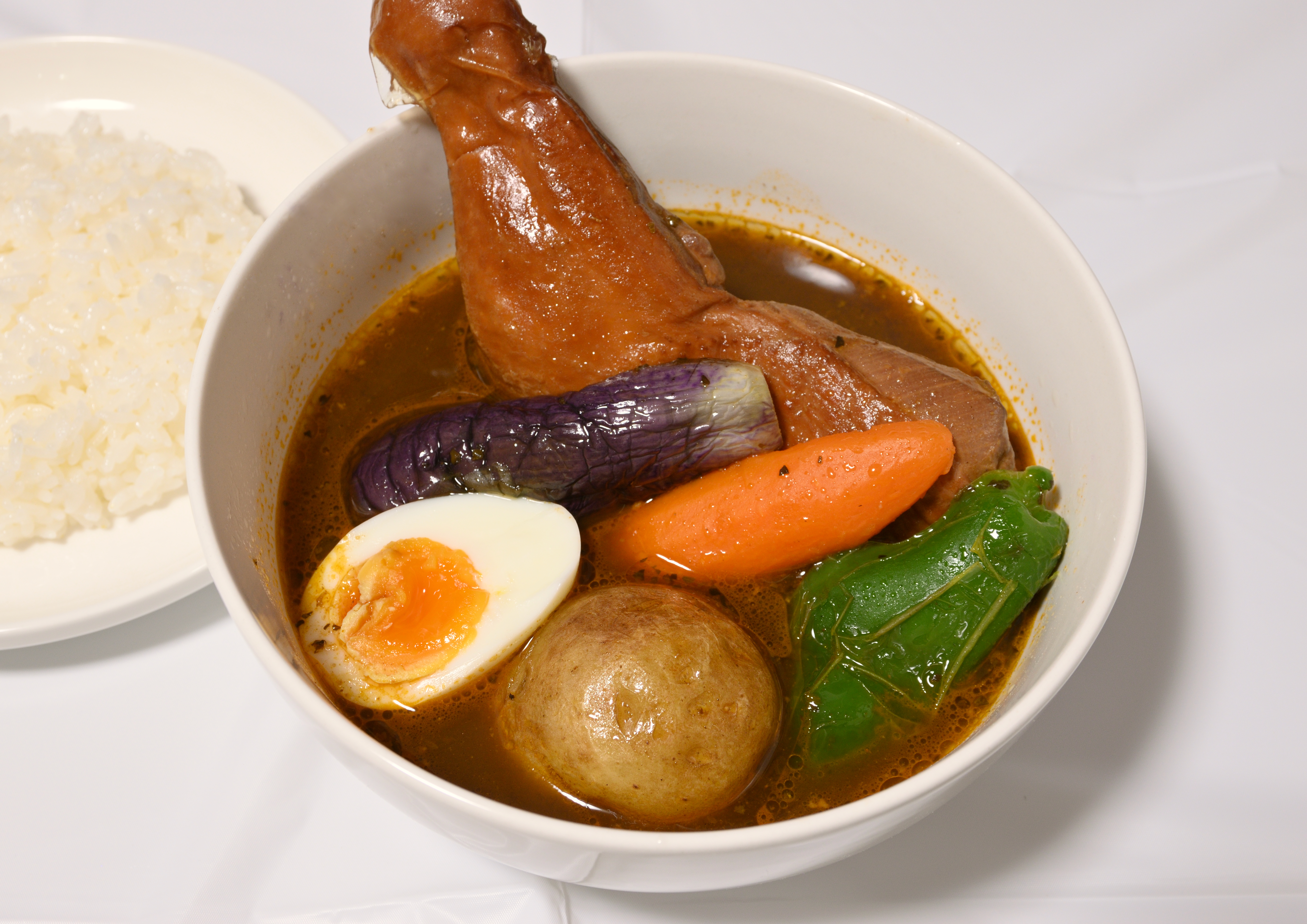
スープカレー
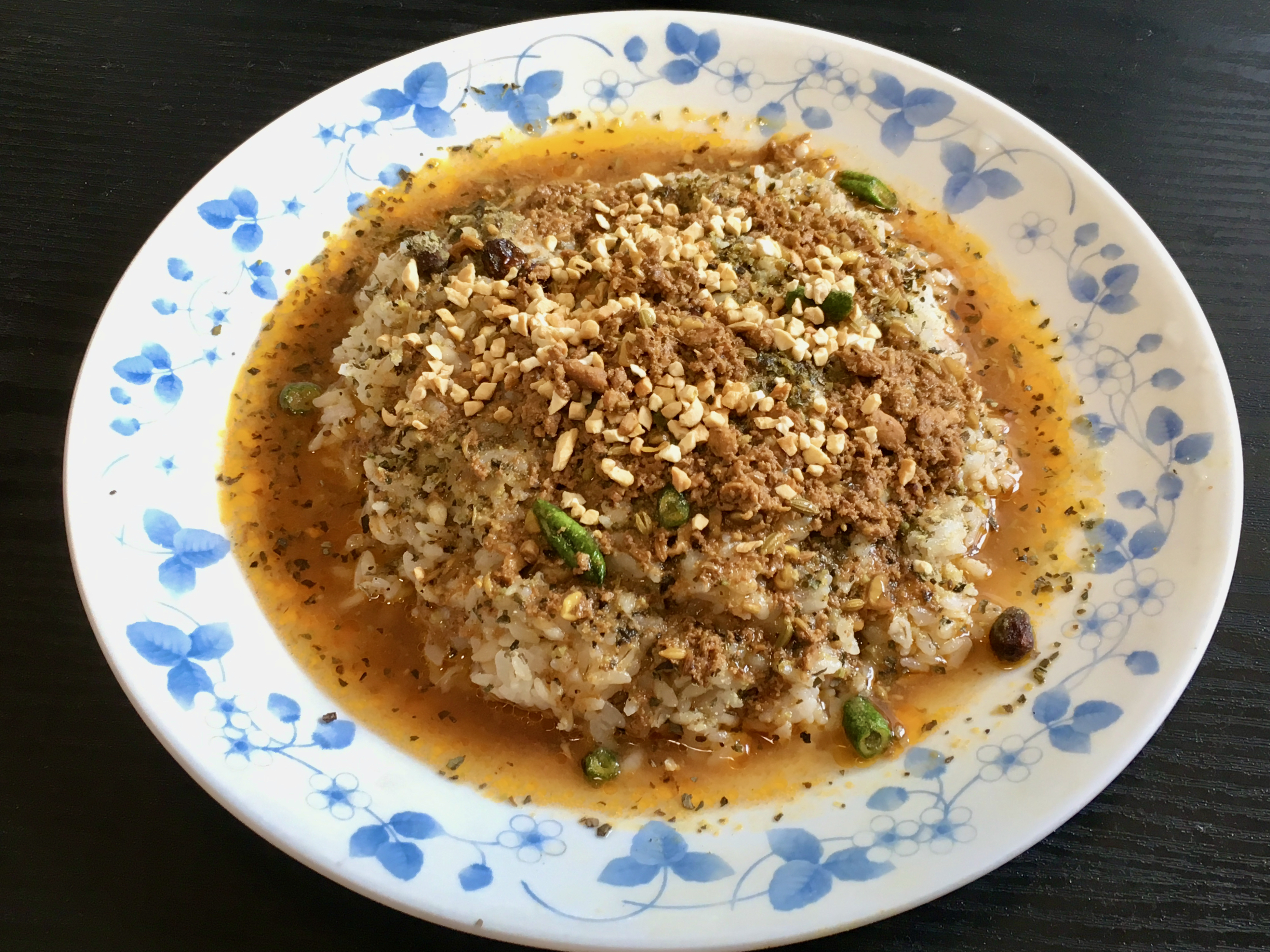
スパイスカレー

### 食べ方
日本では、カレーが米飯の上部かつ横にかけられ皿に盛られた状態と、ソース・ボート (Sauce boat) またはグレイビーボート (Gravy boat) と呼ばれる金属の容器に、カレーソースが分けられた状態のいずれかにて供されることが多い。後者の場合はソースボートの容器からカレーを米飯にかけて食す。容器の名称は、日本では「ソースポット」「グレイビーポット」という表記も見られる。食べる際はスプーンが使われる。

### 一晩寝かせたカレー
一晩寝かせたカレーは美味との説が巷間に広まっており、家庭において残り物のカレーを鍋ごと常温で放置する例がある。カレールーを製造する食品メーカーのエスビー食品は、時間が経つことで味がなじみコクや旨みが増すとしている。また、一晩寝かせたカレーが美味であるのは、具材、ブイヨン、スパイスのそれぞれについて理由があるとするメーカーもある。
だが、その一方で常温で急速に細菌が繁殖し、特に100度以上の高温でも芽胞として生存するウェルシュ菌の増殖を促進することになる。ウェルシュ菌は最速で10分に1回増殖し、菌数は倍々で増えて行くため、調理後、常温で半日（5時間 - 12時間）以上経過すると、食中毒が発生する可能性が高くなる。さらに、インドカレーの大きな特徴である、スパイスの香りの大部分が揮発してしまうため、調理後はなるべくすみやかに食し、残ったものも小分けして冷蔵庫で保管すべきである。

### カレーライスとライスカレー

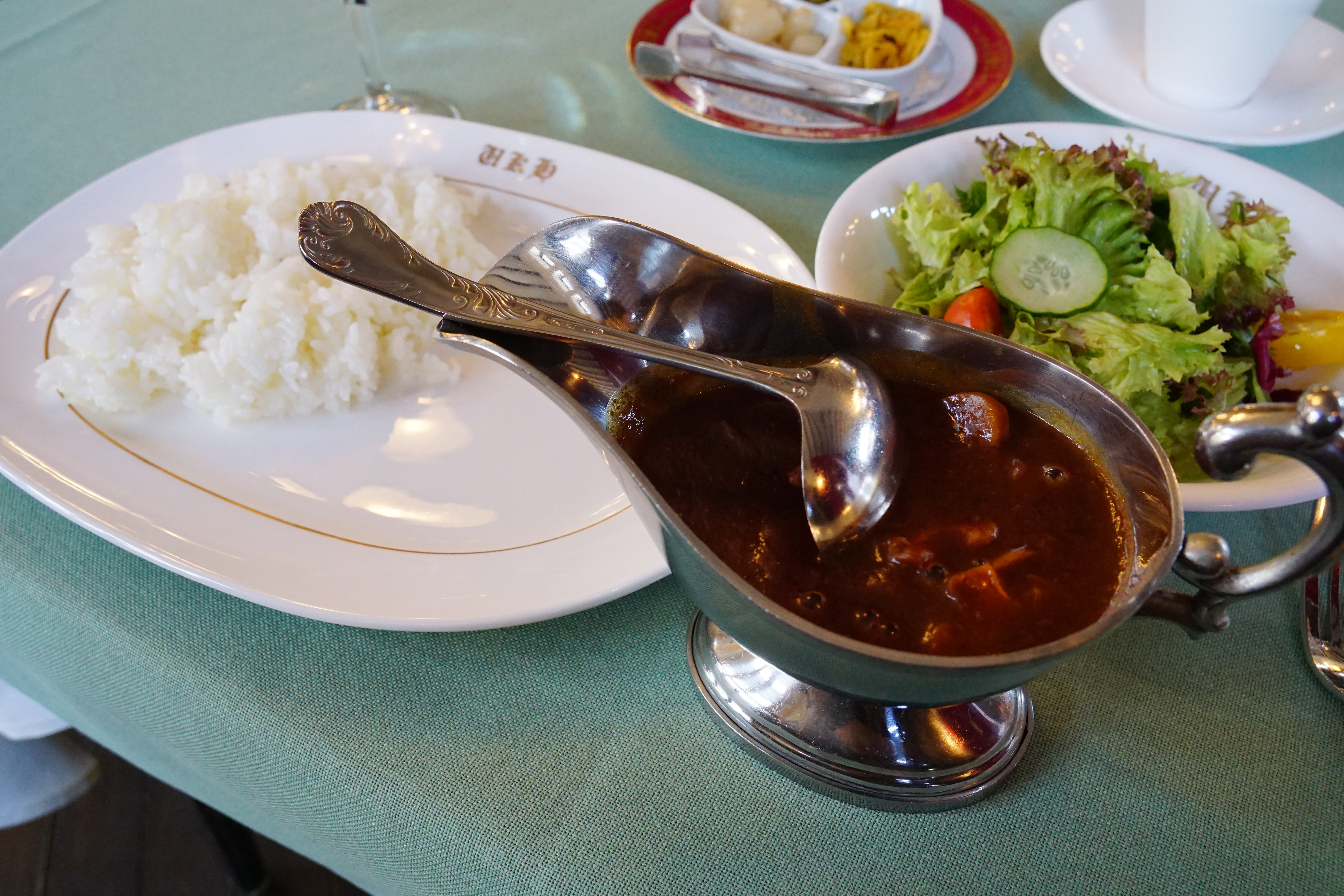
ソースボートでの提供

カレーライスは、「ライスカレー」と呼ばれる事もある。この2つはどう異なるのか、また「カレーライス」との名称が主流となっていった理由については諸説があり定かではない。平成、令和の時代には、カレーライスという呼び方が主流になっている。
- 単なる表記ゆれとみる説。
  - メンチとミンチ、ボディとボデーなどと同じで単なる表記ゆれ。
- 両者は元来異なるものを指すとみる説
  - 米飯とカレーソースが別々に、あるいは横長の深皿で左右に寄せて出されるハイカライメージのものがカレーライス、ご飯の上にカレーをかけた大衆的なものがライスカレー[61]。
  - 和風のだしを用いたものがライスカレー、洋風のスープを用いたものがカレーライス。
  - 黄色みの強いものがライスカレー、茶色っぽいものがカレーライス。
  - とろみの強いものがライスカレー、さらっとしたものがカレーライス（逆の意見もある）。
  - 「ライスが多けりゃライスカレー、カレーが多けりゃカレーライス」（「ククレカレー」発売当時テレビで流されていたCMのコピー）。
  - 「高粘度のカレーソース」「福神漬とラッキョウが添えられている」「水の入ったコップにスプーンが入っている」「ニンジンとジャガイモは大きめ、グリーンピースが三つ」「冷えるとカレーソースに膜が張る」と「ライスカレーを定義している」（テレビドラマ『ライスカレー』）
- 両者はもとより同じものを指すとみる説
  - コメを主食とする日本人の感覚から「ライス」を強調する意味で前に出したものである[62]。

歴史的に見ると、イギリス人から「カリードライス（英語: Curried rice）」として紹介され、明治後期から大正時代にかけて新聞や雑誌では「ライスカレー」と呼ばれる事が多かった。1872年、北海道開拓使の公文書で「タイスカリイ」（ライスカレー）という語が、樺太の医師・三田村多仲の日誌『三田村多仲日誌』1875年1月3日付けの記録で「カレーライス」という語が使われており、日本では当初から2つの言葉が使われていたことが分かっている。
戦前の軍隊の場合、陸軍において明治期編纂（明治43年制定）の『軍隊料理法』では「カレー、ライス」と、昭和期編纂の『軍隊調理法』では「ライスカレー（「備考 イ、温き御飯を皿に盛りて其の上よりかくればライスカレーとなる。」）、海軍において『海軍割烹術参考書』では「カレイライス」と称されていた。昭和期の一般市民の間では出身者が圧倒的に多い陸軍式の「ライスカレー」という名称が優勢であった。同じデパートの中で、別の食堂がライスカレーとカレーライスをメニューに載せていた例も存在した。『阪急百貨店二十五年史』によれば、1959年（昭和34年）のメニューにおいて、大食堂のライスカレーが70円、グリルではカレーライスが100円で供されている。
敗戦後の高度経済成長期を迎えると共にカレーライスという呼び名が台頭してきた。高度成長期の昭和30年代以降に家庭用の固形ルウが市販されるようになった頃から、広告宣伝やマスコミなどの影響により「カレーライス」という名称が浸透していったと推定される。時期的には1964年東京オリンピック開催の前辺りから「カレーライス」呼称が優勢になったとされる。

### インスタントカレー
国民食とも言えるカレーライスは、さまざまな方式でインスタント食品化されて人気を得ている。
インスタント・カレールウ
総務省の家計調査（平成20 - 22年平均）によると、カレールウの年間消費金額は新潟市で1800円程、年間消費量は佐賀市の2100g程となっている。2004年（平成16年）度の「カレールウ」の国内出荷額は約676億円で、各社のシェアはハウス食品約61%、エスビー食品約28%、江崎グリコ約10%と推計されており（日本経済新聞社）、ほぼ大手3社による寡占市場となっている。固形タイプ以外にも、フレーク状のものや顆粒状の製品もある。
レトルトカレー
調理されたカレーをパッケージした製品で、日本国内で広く消費される商品である。宇宙食としても採用されている。2011年の東日本大震災を機に非常食としても広く認知されるようになり、2017年にはカレールウの購入額をも上回った。ご当地もの、名店の監修もの、などその種類も多岐にわたる。
他にも缶詰の製品やフリーズドライ（凍結乾燥）による携帯用カレーなどが支持されている。

### 外食店
カレーライスは外食店の定番メニューともなっている。京王電鉄沿線では、JRにおける立ち食い蕎麦店の位置をカレーライス専門店のカレーショップC&Cが占めているほどである。チェーン店は、カレーハウスCoCo壱番屋やカレーの王様など多数あり、ゴーゴーカレーなどは松井秀喜選手との関係で海外でニュースになることもある。 2013年（平成25年）には、「カレーハウスCoCo壱番屋」が「世界で最も大きいカレーレストランのチェーン店」として、ギネス世界記録に認定されている。

## 日本各地のカレーライス

### ご当地カレー

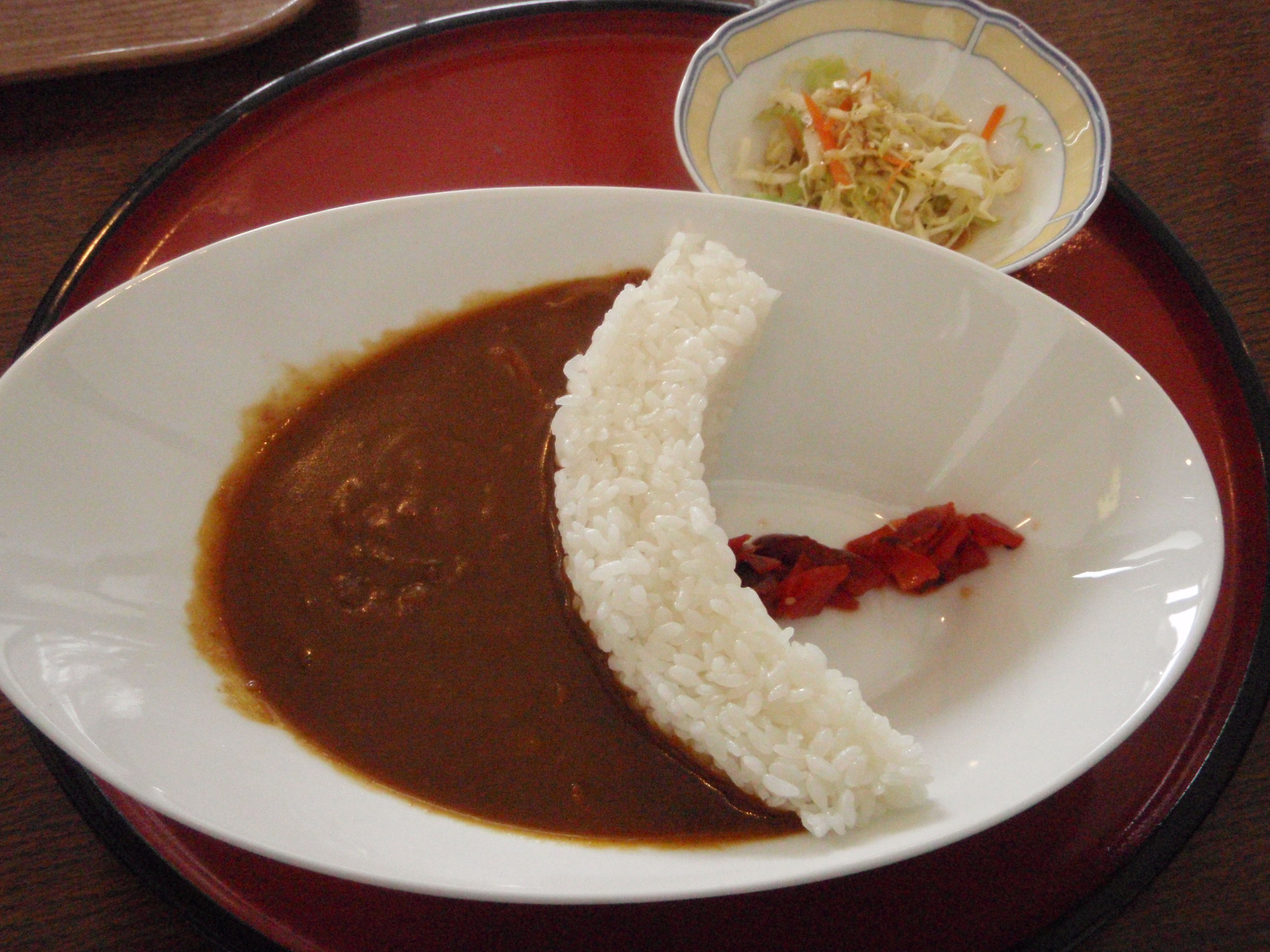
みなかみダムカレー（アーチ式ダム版）

1990年代後半頃から町おこしを目的として、日本の各地方の特産物を使用したカレーが続々と発売されており、それらは「ご当地カレー」と呼ばれる。カレーは比較的安価で馴染みやすく、地元の特産品のアピールにも観光名所のアピールにも使えるため、地域PRの素材として全国各地に普及している。地名を入れて名づけた製品も多い。
地方によっては、昭和時代初期頃から地元に豊富に存在する食材（北海道 - タコ、福島県 - ホッキ貝、熊本県 - 馬肉など）を利用したカレーが食べられており、その流れを汲む製品もあるが、町おこしブームに乗って新たに作り上げられた名物も多い。
- えぞ鹿カレー・トドカレー・熊カレー・アザラシカレー（北海道）
- オホーツク流氷カリー（北海道北見市）
- 富良野オムカレー（北海道富良野市）
- 札幌スープカレー（北海道札幌市）
- ほたてカレー（青森県）
- 牛タンカレー（宮城県仙台市）
- 大郷みそカレー（宮城県大郷町）
- あいがけ神代カレー（秋田県仙北市）
- サクランボカレー（山形県）
- 郡山グリーンカレー（福島県郡山市）
- ツェッペリンカレー（茨城県土浦市）
- みなかみダムカレー（群馬県みなかみ町）
- 真っ赤な誘惑北本トマトカレー（埼玉県北本市）
- サバカレー・イワシカレー（千葉県）
- 白樺派のカレー（千葉県我孫子市）
- よこすか海軍カレー（神奈川県横須賀市）
- 足柄まさカリー（神奈川県南足柄市）
- 梨カレー（新潟県・鳥取県）
- 氷見カレー（富山県氷見市）
- 金沢カレー（石川県金沢市）
- 越前イカカレー
- 桃カレー・ブドウカレー（山梨県）
- リンゴカレー（長野県）
- 黒部ダムカレー（長野県大町市）
- 奥美濃カレー（岐阜県郡上市）
- 飛騨牛カレー
- おもろカレー（静岡県磐田市）
- 名古屋コーチンチキンカレー（愛知県）
- 桑名カレー（三重県）
- 三重大カレー（三重県）
- 松阪牛カレー（三重県）
- 総長カレー（京都市）
- 黒米カレー（奈良県奈良市、大和郡山市、橿原市、桜井市、生駒市、平群町、三郷町、明日香村）
- カキカレー（広島県）
- 呉海軍カレー（広島県）
- 水軍カレー（愛媛県松山市）
- 博多とんこつカレー（福岡県）
- 焼きカレー（福岡県北九州市門司区）
- 豊後きのこカレー（大分県）
- いちきポンカレー（鹿児島県いちき串木野市）
- ゴーヤーカレー（沖縄県）
- SPAMカレー（沖縄県）

### 沖縄県

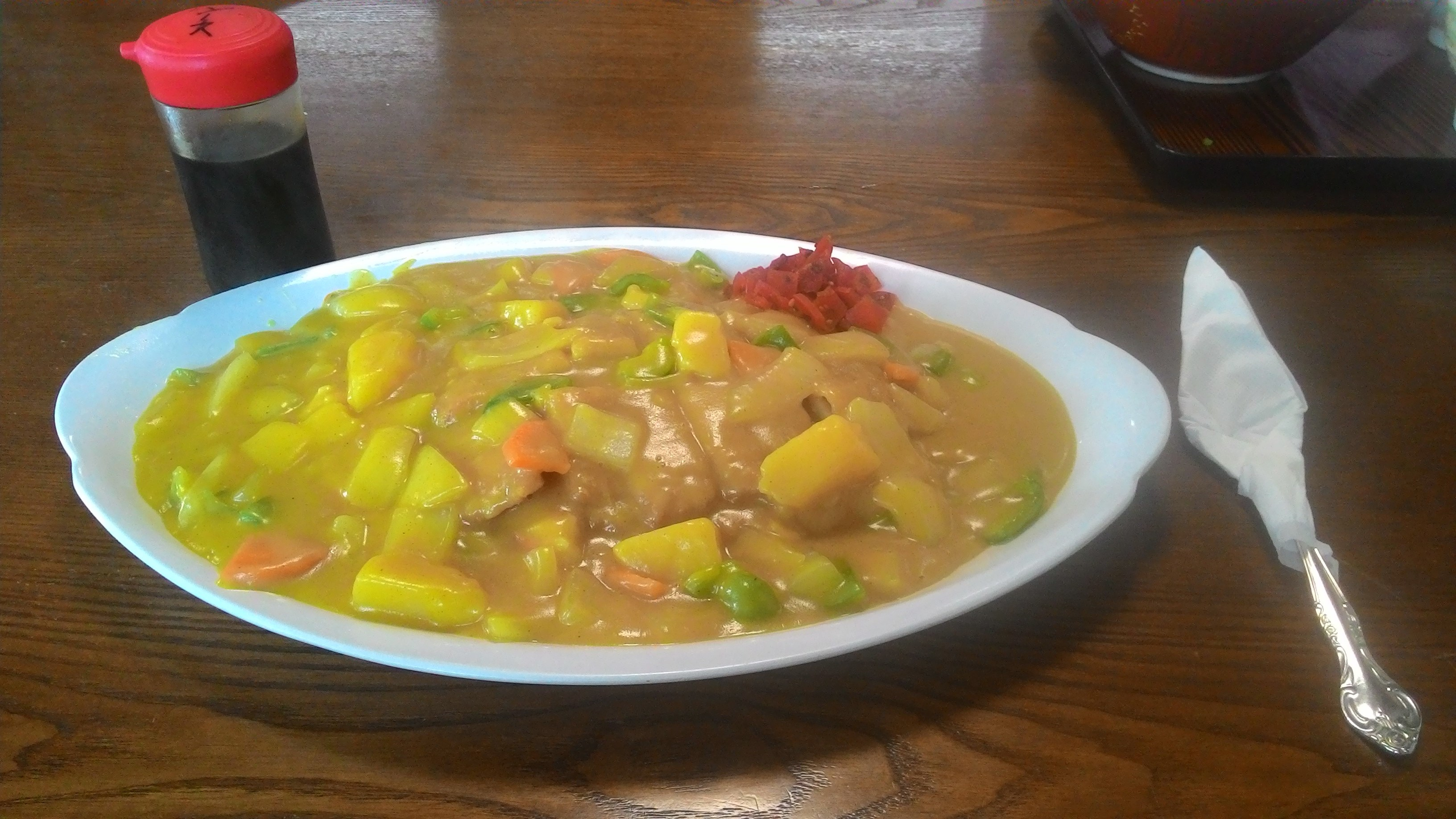
沖縄県のカレーライス

戦後27年間米軍統治下にあった沖縄県では、日本本土とは異なり戦前のレシピに基づくカレー粉から作るルーを使用した「黄色いカレー」が今も現役である。調理法は作りおきではなく、注文が入ってから野菜と肉を炒め、そこにスープや和風だしを加えて少しだけ煮込み、小麦粉とカレー粉を炒って作ったルーを溶かし入れるというスタイルが多い。また定番の野菜として、たまねぎ、にんじん、じゃがいもの他にピーマンが入るのが大きな特徴である。

### 行事
日比谷公園にある松本楼が「10円カレーチャリティ」と銘打って、毎年9月25日にチャリティーとして10円のカレーライスを供している。1971年（昭和46年）11月19日、いわゆる「日比谷暴動闘争」で中核派の投げた火炎瓶によって全焼したが、これを1973年（昭和48年）9月25日に再建したことに対する記念行事である。「10円カレー」は秋の季語にもなっている。

## 各国のカレーライス

### インド、パキスタン、スリランカ
イギリス領インド帝国は、第二次世界大戦後の1947年に、インドとパキスタンに分離され独立した。インドには菜食主義者が多く、豆などの野菜を使ったカレーソースが主流である。またインドに多いヒンドゥー教では牛肉が、パキスタンに多いイスラム教徒では豚肉が禁忌になっているため、鶏肉・羊肉・山羊肉が使用される。使用するスパイスは多岐を極め、一般家庭でも日本では入手困難なものまでを独自に配合する。一般にインド南部、スリランカでは小麦粉の使用が少なく、近年このことを意識したレトルトやレストランも注目されている。

### イギリス

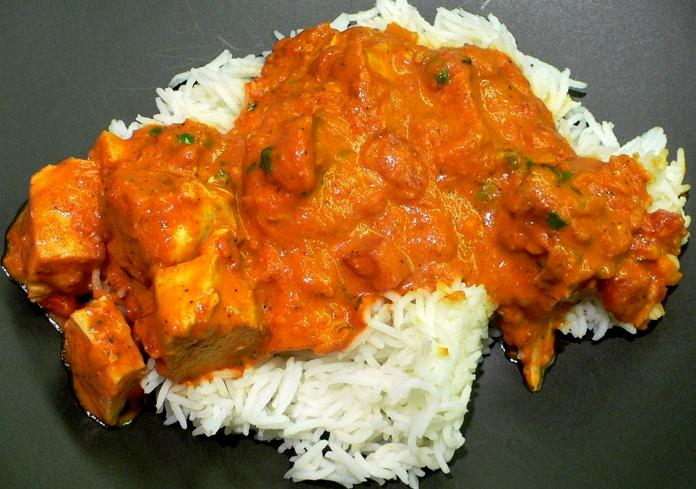
チキンティッカマサラ

インドを植民地としていたイギリスは欧米で最も古くからカレーに親しんだ国であり、パブ、クラブハウス、学生食堂などにはカレー＆ライス (curry and rice) というメニューが伝統的に存在する。カレーの種類もクラシックなパブスタイルから移民たちの作る本格的なもの、イギリス人の味覚に合わせた新作料理まで多岐にわたる。中でも1960年代に誕生したチキンティッカマサラは国民食とまで言われるほど広く支持されており、近年では日本を含む国外のインド料理店のメニューとしても一般的となっている。

### 中国
「咖哩」（カーリー）もしくは「珈竰」（発音同じ）と表記される。中華料理の咖哩飯は、カレー味の中華丼と考えれば理解しやすい。中国ではホテルのレストランなどで洋風、インド風のカレーが提供されるほか、日本料理レストランや日式拉面店（日本式ラーメンの店）では日本のカレーが出される。日本風のカレーライスは一般の中国人にはあまりなじみのない料理だったが、カレーハウスCoCo壱番屋などの進出により徐々に広まりつつある。

### 香港

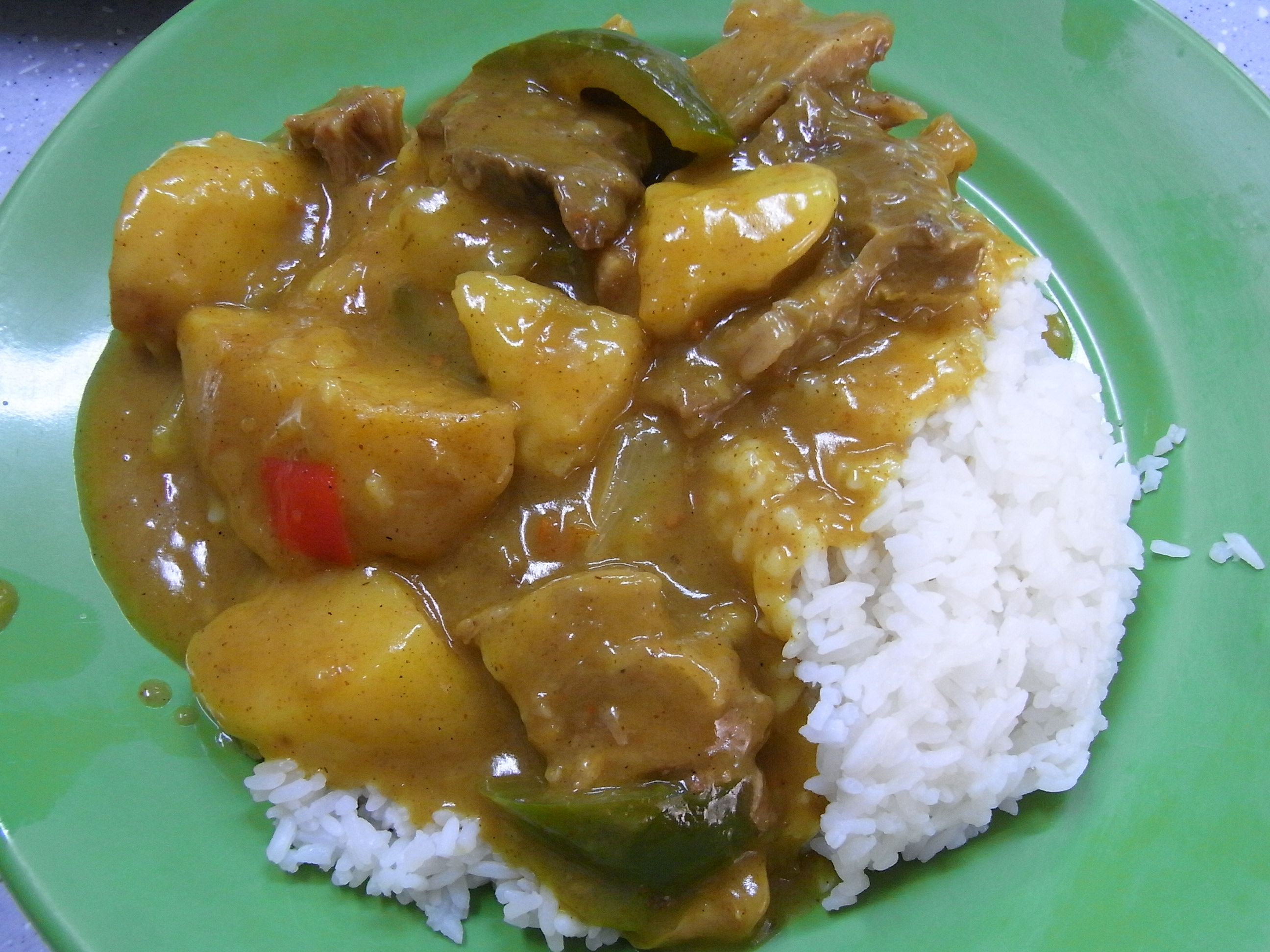
香港のカレーライス

イギリスの統治を長く受けていた香港では、茶餐廳と呼ばれる喫茶レストランにカレーライスを出す店が少なくない。その場合、日本のものよりもとろみが少ない、ココナッツの風味を加えた品を出す店が多く、カレーと白飯が別容器で出ることもよく見られる。また、香港ではたびたび日本食ブームが発生しており、日本式のカレーライスも広がっている。一方でインドなど南アジア系の住民が多いため、本場の味を継承する店舗も多々見られる。

### 台湾
台湾には日本統治時代にカレーライスが持ち込まれ、「日式咖哩飯」（リーシーカーリーファン）という名前で、今でも屋台や食堂で気軽に食べることができる。片栗粉でとろみをつけた、具の少ない日本統治時代のカレーライスに近いものである。近年はココイチが進出しており、日本のカレールーも浸透してきた。

### シンガポール
シンガポールでは、炊いた白米にカレーと肉汁をかけた料理である「海南カレーライス」（海南咖喱飯、ハイナニーズカレーライスとも）が食される。カレーチキンやポークチョップ、チャプチャイ（中華風の野菜炒め）、扣肉（豚肉の炒め物）等が付け合わせられるのが特徴。

### ハワイ
明治初期から日本人移民の多いハワイでは、日本料理店だけでなく、大衆レストランや伝統的なハワイ料理店のメニューにもカレーライスが載っていることが多い。日本の明治・大正期的な黄色いカレーが主流であるが、近年はカレーハウスCoCo壱番屋の進出や、タイやベトナムなどからの移民の増加により、さまざまなバリエーションのカレーが食べられるようになっている。

### アメリカ合衆国本土
アメリカ合衆国本土で食されるカレーライスは南部に定着しているカントリー・キャプテンが主体で、後はインドや東南アジア系のカレーライスがエスニック料理として食される程度である。日本風のカレーライスの認知度は皆無に近い。

## 作品

### 楽曲
- おかあさんのカレー（全力投球ワンダーフォー）
- 踊れ!モーニングカレー（モーニング娘。）
- からいかれ（松たか子）
- カレーだヒッホッホ（石川健二）
- カレーでおはよう（OverTheDogs）
- カレーとタンゴ（若原一郎&瞳）
- カレーの歌（くるり）
- カレーのちライス（放課後ティータイム）
- カレーライス（遠藤賢司）
- カレーライス（KAB.）
- カレーライス（KAN）
- カレーライスにゃかなわない（真島昌利）
- カレーライスの女（ソニン）
- カレーライス feat.IWASA （garblepoor!）（ダースレイダー）
- 恋の400Mカレー（GOタリモ&ミニカレー）
- 今夜はカレー（はじめにきよし）
- 涙のカレーライス（山本正之）
- ナンバーワン・カレー（怒髪天）
- 日本印度化計画（筋肉少女帯）
- バイバイカレーライス（川本真琴）
- 魔法のカレー（西山小雨）

### 漫画
- 包丁人味平（原作：牛次郎、作画：ビッグ錠）
- 華麗なる食卓（ふなつ一輝、監修：森枝卓士）
- カレーバカ（中沢啓治）
- カレーの王子さま（川原泉）
- カレーの王女さま（仏さんじょ）

### 絵本
- カレーライスはこわいぞ（作：角野栄子、絵：佐々木洋子）
- トッチくんのカレーようび（文：まどころひさこ、絵：やまもとまつこ）

### 小説
- カレー大将7番勝負（作：神保史郎、絵：荘司としお）
- カレーライフ（竹内真）
- こまったさんのカレーライス（作：寺村輝夫、絵：岡本颯子）

### テレビドラマ
- あしたの、喜多善男〜世界一不運な男の、奇跡の11日間〜（2008年）
- スーパー戦隊シリーズ - 第1作『秘密戦隊ゴレンジャー』（1975年 - 1977年）のキレンジャー/大岩大太の大好物として有名。以降の作品でも登場人物の好物であったり、カレーを提供している飲食店が歴代戦隊の拠点として設定されていたりすることがある。
- ライスカレー（1986年）
- 怪物くん（2010年） - 人間界に来た怪物くんが初めて口にしてから大好物になり、劇中にも度々登場する。

### 映画
- カレーライス（1962年、東映、主演：江原真二郎）
- 野獣刑事（1982年） - 作中では「ライスカレー」と呼称する。
- 映画 怪物くん（2011年） - 冒険の主な舞台として『カレーの王国』が登場する。
- その日、カレーライスができるまで（2021年） - 妻のために「三日目のカレーライス」をつくる男の独り芝居。

### 舞台
- ライスカレー（1998年、主演：ルー大柴）